# سيمافور (شركة)
سيمافور للألعاب الإلكترونية والوسائط المتعددة التابعة لـ شركة سيمانور الدولية المتخصصة في صناعة البرمجيات في المملكة العربية السعودية.
هي مطور لعبة الركاز: في أثر ابن بطوطة، وبادية.
تعد سيمافور أول استوديو من المملكة العربية السعودية يتخصص في إنتاج الألعاب، برامج الوسائط المتعددة ونظم المحاكاة باللغتين العربية والإنجليزية. بالإضافة إلى لعبة “الركاز: في أثر ابن بطوطة” «وبادية» تعمل سيمافور حالياً على تطوير موقع “رسوووم” الذي يتيح للمستخدم تأليف القصص الإلكتروني الثنائية والثلاثية الأبعاد ومن ثم تصديرھا بعدة ھيئات للوسائط المتعددة بالإضافة إلى مشاركتھا على مواقع التواصل الاجتماعي.

## وصلات خارجية
- موقع الشركة
- سيمافور على موقع IMDb (الإنجليزية)